# 사노노오토가미노 오토메
사노노오토가미노 오토메(일본어: 狭野弟上 娘子 さののおとがみ の おとめ[*], 생몰년 미상)은 나라 시대의 하급 여관이다. 사노노치가미노 오토메(狭野茅上 娘子)라고도 표기되어 있다.

## 약력
사이구 또는 후궁의 하급 여관이었다고 한다. 덴표 12년 (740년) 경에는 나카토미노 야카모리와 결혼하지만, 남편은 에치젠국으로 유배되었다. 일설에는 딸아이의 신분이 문제시되어 죄를 추궁당했다고 여겨진다.
유배지의 남편을 생각하는 와카가 『만요슈』에 채록되어 있다.

## 대표 우타
- 君が行く　道のながてを　繰り畳ね　焼きほろぼさむ　天の火もがも (권 15‐3724)
- 天地（あめつち）の　底ひのうらに　吾が如く　君に恋ふらむ　人は実あらじ (권 15‐3750)
- 帰りける　人来たれりと　言ひしかば　ほとほと死にき　君かと思ひて (권 15‐3772)

## 같이 보기
- 만엽집